# Ron Bartell
Ronald Bartell, detto Ron (Detroit, 22 febbraio 1982), è un ex giocatore di football americano statunitense che ha militato nel ruolo di cornerback nella National Football League (NFL). Fu scelto nel corso del secondo giro (50º assoluto) del Draft NFL 2005 dai Rams. Al college giocò a football all'Università Howard.

## Carriera professionistica

### St. Louis Rams
Bartell fu scelto nel corso del secondo giro del Draft 2005 dai St. Louis Rams. Il 28 luglio firmò un contratto quadriennale del valore di 2,879 milioni di dollari di cui 1,494 milioni di bonus alla firma.
Debuttò nella NFL il 23 ottobre 2005 contro i New Orleans Saints. Il 17 dicembre 2006 contro gli Oakland Raiders fece il suo primo intercetto in carriera. Il 31 dicembre contro i Minnesota Vikings fece due intercetti. Il 16 settembre 2007 contro i San Francisco 49ers fece il suo primo sack in carriera. Il 7 dicembre 2008 contro gli Arizona Cardinals fece un intercetto, mentre il 21 dello stesso mese contro i 49ers fece due intercetti.
Il 2 marzo 2009 rifirmò un quadriennale del valore di 25 milioni di dollari (13,6 milioni garantiti) di cui 5 milioni di bonus alla firma. Il 20 settembre contro i Washington Redskins forzò e recuperò un fumble. Il 18 ottobre contro i Jacksonville Jaguars forzò il suo secondo fumble della stagione. Il 2 gennaio 2011 contro i Seattle Seahawks recuperò un fumble. L'11 settembre 2011 contro i Philadelphia Eagles si infortunò al collo. Tre giorni dopo venne messo sulla lista infortunati. Il 12 marzo 2012 venne svincolato.

### Oakland Raiders
Il 18 marzo 2012 firmò un annuale del valore di 3 milioni. Nella prima partita contro i San Diego Chargers si infortunò alla spalla. Il 15 settembre venne messo sulla lista infortunati in attesa di recupero. Il 10 novembre dopo aver saltato sette partite venne nuovamente reinserito in squadra. Il 10 dicembre venne svincolato a causa delle sue prestazioni insufficienti.

### Detroit Lions
Il 17 dicembre 2012 firmò un biennale del valore di 1,7 milioni con i Lions con cui, nella stagione 2012, disputò una partita da titolare mettendo a segno 9 tackle totali.

## Statistiche
| Partite totali          | 90  |
| Partite da titolare     | 71  |
| Tackle totali           | 338 |
| Sack                    | 2,0 |
| Intercetti              | 8   |
| Touchdown su intercetto | 1   |
| Fumble forzati          | 9   |
| Fumble recuperati       | 3   |
| Passaggi deviati        | 62  |

Statistiche aggiornate alla stagione 2012